# Futebol nos Jogos Olímpicos de Verão de 1996 - Feminino
O torneio feminino de futebol nos Jogos Olímpicos de Verão de 1996 foi disputado entre 21 de julho e 1 de agosto.
Os Jogos Olímpicos de Verão de 1996 sediados em Atlanta nos Estados Unidos, foi a primeira competição quando o futebol feminino foi incluído como esporte olímpico.
O torneio contou com oito seleções femininas de quatro confederações continentais. As equipes foram divididas em dois grupos de quatro e cada grupo jogou um torneio aonde todos os times do grupo se confrontaram. As partidas foram realizadas em Miami, Orlando, Birmingham e Washington. No final da fase de grupos, as duas primeiras equipes avançaram para a fase final realizada no Sanford Stadium) no campus da Universidade da Geórgia em Athens, Geórgia. Começando com as semifinais e culminando com o jogo da disputa da medalha de ouro a 1 de agosto de 1996.

## Medalhistas
|  | USA Estados Unidos |  | CHN China |  | NOR Noruega |
|  | Mary Harvey Cindy Parlow Carla Overbeck Tiffany Roberts Brandi Chastain Staci Wilson Shannon MacMillan Mia Hamm Michelle Akers-Stahl Julie Foudy Carin Jennings-Gabarra Kristine Lilly Joy Fawcett Tisha Venturini Tiffeny Milbrett Briana Scurry |  | Zhong Honglian Wang Liping Fan Yunjie Yu Hongqi Xie Huilin Zhao Lihong Wei Haiying Shui Qingxia Sun Wen Liu Ailing Sun Qingmei Wen Lirong Liu Ying Chen Yufeng Shi Guihong Gao Hong |  | Bente Nordby Agnete Carlsen Gro Espeseth Nina Nymark Andersen Merete Myklebust Hege Riise Anne Nymark Andersen Heidi Støre Marianne Pettersen Linda Medalen Brit Sandaune Tina Svensson Tone Haugen Trine Tangeraas Ann Kristin Aarønes Tone Gunn Frustøl |

## Equipes qualificadas
| Ásia - China - Japão América do Norte, Central e Caribe - Estados Unidos (país-sede) América do Sul - Brasil | Europa - Dinamarca - Alemanha - Noruega - Suécia |

## Arbitragem
| América do Norte e Central - CAN Sonia Denoncourt América do Sul - BRA Claudia Vasconcelos | Europa - NOR Bente Skogvang - SWE Ingrid Jonsson |

## Primeira fase

### Grupo E
| Time           | Pts | J | V | E | D | GP | GC | SG |
| -------------- | --- | - | - | - | - | -- | -- | -- |
| China          | 7   | 3 | 2 | 1 | 0 | 7  | 1  | 6  |
| Estados Unidos | 7   | 3 | 2 | 1 | 0 | 5  | 1  | 4  |
| Suécia         | 3   | 3 | 1 | 0 | 2 | 4  | 5  | –1 |
| Dinamarca      | 0   | 3 | 0 | 0 | 3 | 2  | 11 | –9 |

| 21 de julho de 1996 | Estados Unidos                          | 3 – 0     | Dinamarca | Citrus Bowl, Orlando                             |
| 16:00               | Venturini 37' · Hamm 41' · Milbrett 49' | Relatório |           | Público: 25,303 Árbitro: BRA Claudia Vasconcelos |

| 21 de julho de 1996 | Suécia | 0 – 2     | China                             | Orange Bowl, Miami                          |
| 16:00               |        | Relatório | Shi Guihong 31' · Zhao Lihong 32' | Público: 46,724 Árbitro: EGY Gamal Ghandour |

| 23 de julho de 1996 | Estados Unidos                | 2 – 1     | Suécia              | Citrus Bowl, Orlando                        |
| 18:00               | Venturini 15' · MacMillan 62' | Relatório | Overbeck 64' (g.c.) | Público: 28,000 Árbitro: NOR Bente Skogvang |

| 23 de julho de 1996 | Dinamarca  | 1 – 5     | China                                                                    | Orange Bowl, Miami                            |
| 18:00               | Madsen 55' | Relatório | Shi Guihong 10' · Liu Ailing 15' · Sun Qingmei 29', 59' · Fan Yunjie 36' | Público: 34,871 Árbitro: MEX Benito Archundia |

| 25 de julho de 1996 | Estados Unidos | 0 – 0     | China | Orange Bowl, Miami                             |
| 18:30               |                | Relatório |       | Público: 55,650 Árbitro: ITA Pierluigi Collina |

| 25 de julho de 1996 | Dinamarca  | 1 – 3     | Suécia                           | Citrus Bowl, Orlando                             |
| 18:30               | Jensen 90' | Relatório | Swedberg 62', 68' · Videkull 76' | Público: 17,020 Árbitro: BRA Claudia Vasconcelos |

### Grupo F
| Time     | Pts | J | V | E | D | GP | GC | SG |
| -------- | --- | - | - | - | - | -- | -- | -- |
| Noruega  | 7   | 3 | 2 | 1 | 0 | 9  | 4  | 5  |
| Brasil   | 5   | 3 | 1 | 2 | 0 | 5  | 3  | 2  |
| Alemanha | 4   | 3 | 1 | 1 | 1 | 6  | 6  | 0  |
| Japão    | 0   | 3 | 0 | 0 | 3 | 2  | 9  | –7 |

| 21 de julho de 1996 | Alemanha                                  | 3 – 2     | Japão                | Legion Field, Birmingham                      |
| 13:30               | Wiegmann 5' · Tomei 29' (g.c.) · Mohr 52' | Relatório | Kioka 18' · Noda 33' | Público: 44,211 Árbitro: CAN Sonia Denoncourt |

| 21 de julho de 1996 | Noruega                   | 2 – 2     | Brasil            | RFK Stadium, Washington, D.C.                         |
| 15:00               | Medalen 32' · Aarønes 68' | Relatório | Pretinha 57', 89' | Público: 45,946 Árbitro: ESP José María García Aranda |

| 23 de julho de 1996 | Brasil                   | 2 – 0     | Japão | Legion Field, Birmingham                    |
| 16:30               | Kátia 68' · Pretinha 78' | Relatório |       | Público: 26,111 Árbitro: SWE Ingrid Jonsson |

| 23 de julho de 1996 | Noruega                              | 3 – 2     | Alemanha                 | RFK Stadium, Washington, D.C.              |
| 18:30               | Aarønes 5' · Medalen 34' · Riise 65' | Relatório | Wiegmann 32' · Prinz 62' | Público: 28,000 Árbitro: AUS Edward Lennie |

| 25 de julho de 1996 | Noruega                                          | 4 – 0     | Japão | RFK Stadium, Washington, D.C.                |
| 18:30               | Pettersen 25', 86' · Medalen 60' · Tangeraas 74' | Relatório |       | Público: 30,237 Árbitro: KSA Omar Al-Mehanna |

| 25 de julho de 1996 | Brasil    | 1 – 1     | Alemanha      | Legion Field, Birmingham                      |
| 18:30               | Sissi 53' | Relatório | Wunderlich 4' | Público: 28,319 Árbitro: CAN Sonia Denoncourt |

## Fase final
|  | Semifinais           | Semifinais           |   |                      | Final                | Final |  |
|  |                      |                      |   |                      |                      |       |  |
|  | 28 de julho - Athens |                      |   |                      |                      |       |  |
|  | China                | 3                    |   |                      |                      |       |  |
|  | Brasil               | 2                    |   |                      |                      |       |  |
|  |                      |                      |   |                      |                      |       |  |
|  |                      |                      |   |                      | 1 de agosto - Athens |       |  |
|  |                      |                      |   |                      | China                | 1     |  |
|  |                      | Estados Unidos       | 2 |                      |                      |       |  |
|  |                      |                      |   |                      |                      |       |  |
|  |                      |                      |   |                      |                      |       |  |
|  |                      |                      |   |                      | Terceiro lugar       |       |  |
|  | 28 de julho - Athens | 28 de julho - Athens |   | 1 de agosto - Athens | 1 de agosto - Athens |       |  |
|  | Noruega              | 1                    |   | Brasil               | 0                    |       |  |
|  | Estados Unidos (pro) | 2                    |   |                      | Noruega              | 2     |  |

### Semifinal
| 28 de julho de 1996 | China                                 | 3 – 2     | Brasil                    | Sanford Stadium, Athens                     |
| 15:00               | Sun Qingmei 5' · Wei Haiying 83', 90' | Relatório | Roseli 67' · Pretinha 72' | Público: 64,196 Árbitro: SWE Ingrid Jonsson |

| 28 de julho de 1996 | Noruega     | 1 – 2 (pro) | Estados Unidos                    | Sanford Stadium, Athens                       |
| 17:30               | Medalen 18' | Relatório   | Akers 76' (pen.) · MacMillan 100' | Público: 64,196 Árbitro: CAN Sonia Denoncourt |

### Disputa pelo bronze
| 1 de agosto de 1996 | Brasil | 0 – 2     | Noruega          | Sanford Stadium, Athens                     |
| 18:00               |        | Relatório | Aarønes 21', 25' | Público: 76,489 Árbitro: SWE Ingrid Jonsson |

### Final
| 1 de agosto de 1996 | China       | 1 – 2     | Estados Unidos               | Sanford Stadium, Athens                     |
| 20:30               | Sun Wen 32' | Relatório | MacMillan 19' · Milbrett 68' | Público: 76,489 Árbitro: NOR Bente Skogvang |

## Artilharia
| 4 gols (3) - BRA Pretinha - NOR Ann Kristin Aarønes - NOR Linda Medalen 3 gols (2) - CHN Sun Qingmei - USA Shannon MacMillan | 2 gols (7) - GER Bettina Wiegmann - CHN Shi Guihong - CHN Wei Haiying - USA Tiffeny Milbrett - USA Tisha Venturini - NOR Marianne Pettersen - SWE Malin Swedberg |

## Classificação final
| Pos. | Seleção            | J | V | E | D | GP | GC | SG | Pts |
| ---- | ------------------ | - | - | - | - | -- | -- | -- | --- |
| 1    | USA Estados Unidos | 5 | 4 | 1 | 0 | 9  | 3  | +6 | 13  |
| 2    | CHN China          | 5 | 3 | 1 | 1 | 11 | 5  | +6 | 10  |
| 3    | NOR Noruega        | 5 | 3 | 1 | 1 | 12 | 6  | +6 | 10  |
| 4    | BRA Brasil         | 5 | 1 | 2 | 2 | 7  | 8  | –1 | 5   |
| 5    | GER Alemanha       | 3 | 1 | 1 | 1 | 6  | 6  | 0  | 4   |
| 6    | SWE Suécia         | 3 | 1 | 0 | 2 | 4  | 5  | –1 | 3   |
| 7    | JPN Japão          | 3 | 0 | 0 | 3 | 2  | 9  | –7 | 0   |
| 8    | DEN Dinamarca      | 3 | 0 | 0 | 3 | 2  | 11 | –9 | 0   |